# Mieza (Macedônia)
Mieza (Μίεζα), "santuário das Ninfas", uma das cidades principais do Reino da Macedônia durante o período do quarto ao século II a.C., é um sítio arqueológico na base do monte Vermio, entre Copanos, Lefcádia e Naussa. Mieza foi nomeado em homenagem a Mieza, na antiga mitologia macedônia, filha de Beres e irmã de Olganos e Beroia.
Os achados arqueológicos indicam que a região tem uma longa história de habitação, que começou em torno do segundo milênio a.C. e durou até o final da antiguidade.  As escavações gradualmente preencheram a imagem de uma comunidade rural que se transforma em um centro urbano, para se tornar a cidade próspera e rica do período helenístico. A evidência mais eloquente provém dos cemitérios e monumentos funerários da área, que preservou o segundo complexo mais expressivo de túmulos macedônios após os túmulos reais de Vergina. Mieza tem sido objeto de escavações arqueológicas desde 1954.

## Tumbas macedônias
Um total de seis túmulos macedônios foram encontrados ao longo da estrada que na antiguidade levava de Pela a Mieza. Eles têm todas as características típicas das monumentais túmulos macedônios, que são estruturas abobadadas subterrâneas com uma fachada semelhante a um templo e uma ou duas câmaras funerárias.
Os túmulos de Lefcádia datam do século III d.C. e são conhecidos com nomes convencionais, como o túmulo de Kinch, em homenagem ao arqueólogo dinamarquês que a escavou no século XIX; Mais comumente, entretanto, as tumbas são nomeadas após seu tema da decoração.  Entre os exemplos mais marcantes está o Túmulo dos Palmettes. O frontão da fachada jônica é coroado por três grandes palmetas acroterias, enquanto o tímpano retrata um afresco com um casal maduro reclinado. Um caso único compreende o túmulo de Lisão e Cálicles (cerca de 200 a.C.), pois neles estão escritos os nomes dos moros, representando pelo menos quatro gerações de uma família.